# 罗纳德·韦恩
罗纳德·韦恩（英語：Ronald Gerald Wayne，1934年5月17日—）是一名已退休的電子業工作者，他與史蒂夫·沃茲尼克（Steve Wozniak）和史蒂夫·賈伯斯（Steve Jobs）共同創立了蘋果電腦（Apple Computer，現為蘋果公司），在公司中負責主要的行政監督工作。但很快的他就放棄了自己的股份，並創立了一間新公司。

## 早年
韦恩1934年5月17日出生于俄亥俄州的克利夫兰。在创立苹果电脑公司前，罗纳德·韦恩与史蒂夫·乔布斯就职于雅达利。韦恩设计了苹果公司的第一个标志。

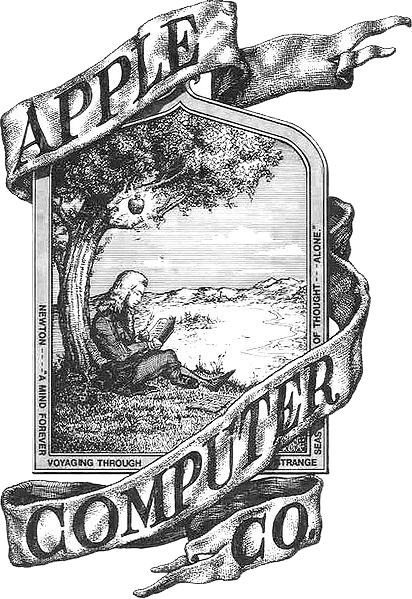
苹果公司第一个标志 (1976年4月1日的原型)

## 外部連結
- 罗纳德·韦恩官方網站（页面存档备份，存于）
- 罗纳德·韦恩的Facebook頁面
- 罗纳德·韦恩的Twitter頁面 （页面存档备份，存于）
- OMT提供的罗纳德·韦恩專訪 （页面存档备份，存于）